# The edge of seventeen
The edge of seventeen és una comèdia dramàtica dirigida i escrita per Kelly Fremon i protagonitzada per Hailee Steinfeld, Haley Lu Richardson, Woody Harrelson i Kyra Sedgwick. El rodatge va començar el 21 d'octubre del 2015 a Vancouver i va finalitzar el 3 de desembre.

## Argument
Nadine Byrd és una adolescent de disset anys, depressiva i amb dificultats per fer amics. Tot canvia, però, quan coneix Krista, qui es converteix en la seva amiga inseparable.
El germà de Nadine, Darian, és un noi popular i presumit i la seva relació amb Nadine és pèssima, a més, precipita el final de la seva amistat amb Krista al trobar-los al llit junts.
Enmig d'aquest embolic, Nadine coneix Erwin, un noi discret i amable de la classe d'història, tot i que a Nadine li agrada un altre noi anomenat Nick.